# Vlag van Leuven
De vlag van Leuven bestaat uit drie horizontale strepen in de kleuren rood, wit, rood. Dit zijn de officiële kleuren van Leuven, hoofdstad van de provincie Vlaams-Brabant, en komen in deze kleurenvolgorde dan ook voor in het wapen van Leuven en op de vlag van Vlaams-Brabant.
De vlag werd door de gemeenteraad op 2 oktober 1978 officieel vastgesteld. Op 2 april 1979 werd hij door het koninklijk besluit bevestigd en uiteindelijk gepubliceerd op 16 juni 1979 in het officiële Belgisch Staatsblad. Dit proces werd meer dan tien jaar later herhaald, waarbij de vlag op 18 november 1996 door de gemeenteraad werd aangenomen, op 7 januari 1997 door het Bestuur van Vlaanderen werd bevestigd en op 25 maart 1997 in het Belgisch Staatsblad werd gepubliceerd.
Volgens de legende zou deze kleurencombinatie verwijzen naar de slag tegen de Vikingen in 891. Arnulf van Karinthië bracht de Vikingen toen een verpletterende nederlaag toe. Tijdens de veldslag zou er zoveel bloed gevloeid hebben dat de twee oevers van de Dijle rood kleurden (de twee rode banden), waartussen de Dijle stroomde (de witte band). In werkelijkheid draagt de Leuvense vlag de kleuren van Neder-Lotharingen en is heraldisch wellicht niet ouder dan de 13e eeuw.
Officieel wordt de vlag beschreven als:
Drie even hoge banen van rood, van wit en van rood.
Dit gemeentevlag is identiek aan de vlag van Bouillon, en de vlag van Oostenrijk.

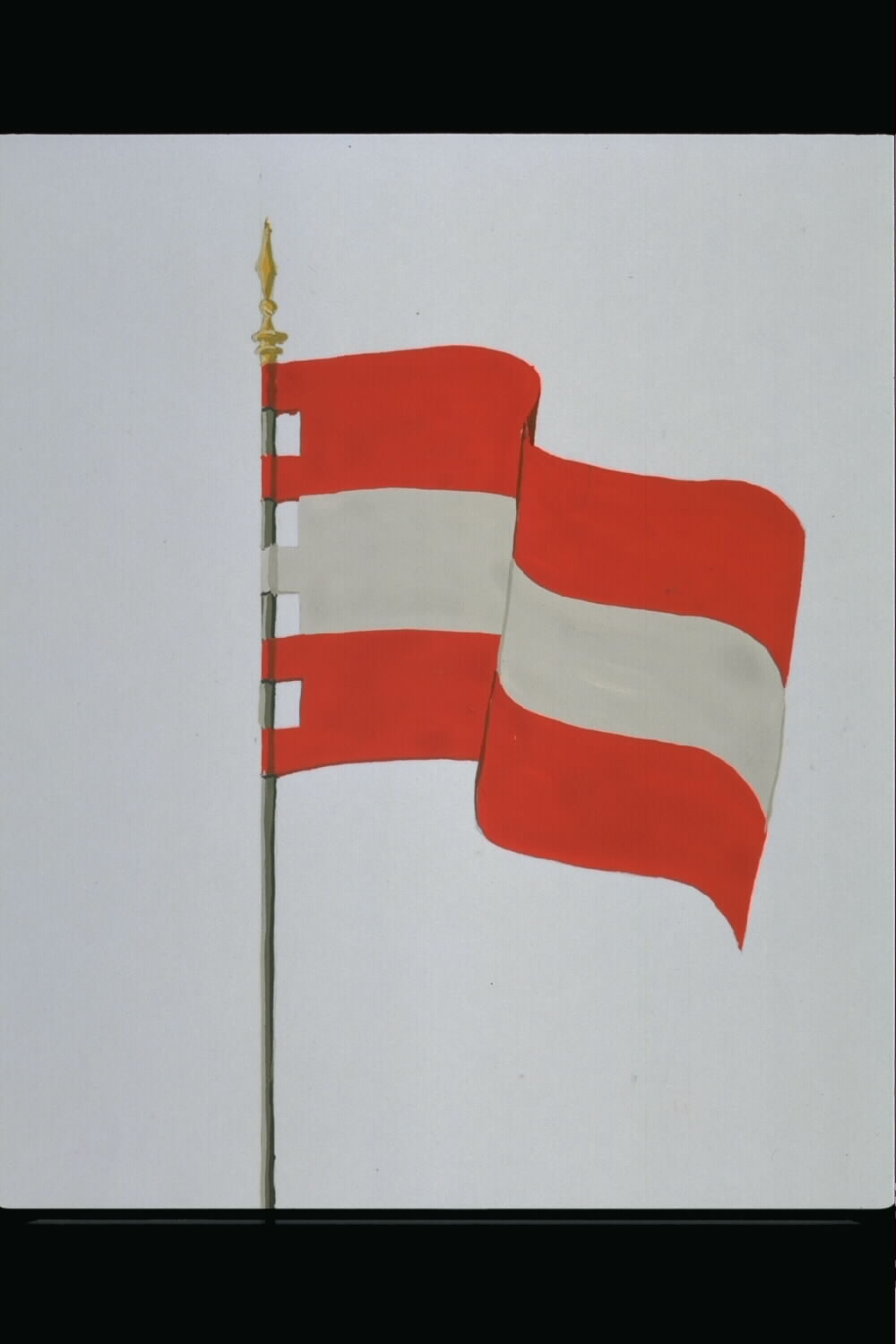
Officiële tekening van de vlag
Vlag van Oostenrijk